# Şavşat
Şavşat (pronunciat Xàvxat en turc; en georgià შავშეთი, Xavxeti) és un poble i districte de la província d'Artvin, vora el mar Negre, al nord-est de Turquia. El districte es troba a l'est de la província i limita amb la Província d'Ardahan i amb Geòrgia.

## Història
Xavxètia fou una regió de l'antiga Geòrgia, que tenia a l'est la Djavakètia, al nord la Imerècia, a l'oest la Gúria; i al sud la Taoklardjètia
Aquesta zona va estar ocupada pels cimmeris i per Urartu des del 900 fins al 650 aC i posteriorment pels romans i els sassànides.
Fou aleshores un dels principats georgians en la constel·lació de diverses organitzacions polítiques que coneixem convencionalment amb el nom de Taoklardjètia en georgià. El Principat de Xavxètia inclou els actuals districtes de Şavşat, Borçka i Murgul a Turquia i la Baixa Matxakheli a Adjària (Geòrgia).
Això va durar fins que va ser conquerida pels otomans el 1547.
Després de la Guerra russoturca (1877-1878), Şavşat formà part dels territoris cedits a Rússia, i fou retornat a Turquia el 1921.